# Пономарёв, Иван Михайлович
Иван Михайлович Пономарёв (18 ноября 1904, с. Лаж, Вятская губерния, Российская империя — 1 ноября 1996, Москва, Россия) — советский военно-политический деятель, генерал-лейтенант (08.09.1945).

## Биография
Родился 18 ноября 1904 года в селе Лаж, ныне в Лебяжском районе Кировской области. Русский. Член ВКП(б) с 1924 года.
В мае 1926 года Уржумским уездным военным комиссариатом был призван в РККА, где проходил службу на должностях: помощник командира взвода, а затем политрук роты. В 1928 году уволен в запас, работал на руководящих должностях в структурах ВЛКСМ, окончил институт Красной профессуры. С 1935 года вновь на службе в РККА на должностях: комиссар стрелкового полка, начальник политотдела Харьковского бронетанкового училища, а в январе 1939 года был назначен начальником политотдела и военным комиссаром Орловского бронетанкового училища им. М. В. Фрунзе.
С началом Великой Отечественной войны полковой комиссар Пономарёв занимал должность начальника политотдела 23-го механизированного корпуса 19-й армии Западного фронта. Возглавляя политотдел корпуса принял участие в Смоленском сражении в результате которого на некоторое время было задержано движение немецких частей к Москве, это изменило изначальные планы немецкого командования и оказало непосредственное влияние на срыв плана «Барбаросса». С августа 1941 года — военный комиссар 25-го стрелкового корпуса на основе которого была создана 52-я армия, членом Военного Совета которой был назначен Пономарёв. В конце августа 1941 года части армии заняли оборону по правому берегу реки Волхова от района несколько севернее Новгорода до Киришей, с тем, чтобы препятствовать развитию немецкого наступления в направлении Тихвина. С октября 1941 года начальник политотдела 10-й армии которая в составе Западного фронта, принимала участие в битве за Москву.
С августа 1942 года — начальник политотдела 5-й армии принимавшей участие в Гжатской операции, а с ноября 1942 года в операции «Марс». За эти бои был награждён орденом Красного Знамени. С сентября 1943 года полковник Пономарёв назначен членом Военного Совета 21-й армии вместе с которой в составе Западного фронта принимает участие в Смоленской и Оршанской операциях. С ноября 1943 года — член Военного Совета 5-й армии. В составе 3-го Белорусского фронта участвует в Оршанской, Витебской, Белорусской, Гумбиннен-Гольдапской и Восточно-Прусской наступательных операциях. Только за период боёв в Восточной Пруссии 5-я армия разгромила до 10 дивизий противника. На заключительном этапе военных действий принимает участие в ликвидации Земландской группировки вражеских войск. За успешное планирование и осуществление боевых операций генерал-майор Пономарёв был награждён полководческими орденами Кутузова 1-й степени и Суворова 2-й степени.
В апреле 1945 года 5-я армия выведена в резерв Ставки ВГК, в это время генерал Пономарёв был временно задействован в проведении Берлинской операции. После победы 5-я армия переброшена на Дальний Восток в состав Приморской группы войск (с 5 августа 1945 — 1-й Дальневосточный фронт). Последним участием во Второй мировой войне был вклад в проведение Маньчжурской и Харбино-Гиринской наступательных операций. За успешное осуществление которых генерал-лейтенант Пономарёв был награждён орденом Кутузова 2-й степени.
После войны в прежней должности. С февраля 1946 года — Член Военного Совета, начальник политуправления Группы советских войск в Германии. С мая 1949 года — Член Военного Совета, начальник политуправления Войск ПВО СССР. С сентября 1952 года — начальник политотдела общевойскового факультета Военно-политической академии им. В. И. Ленина. С мая 1955 года — начальник общевойскового факультета в той же академии. 8 июля 1965 года генерал-лейтенант Пономарёв уволен в запас по выслуге лет. Проживал в Москве был Председателем Совета ветеранов 5-й армии.
Скончался 1 ноября 1996 года похоронен в Москве на Троекуровском кладбище.

## Награды
- два ордена Красного Знамени (12.03.1943[4], 04.02.1943[5][6])
- орден Кутузова I степени (02.01.1945)[7]
- орден Суворова II степени (03.07.1944)[8]
- орден Кутузова II степени (08.09.1945)[9]
- два ордена Отечественной войны I степени (28.09.1943[10], 06.04.1985[11][12]
- орден Красной Звезды (15.11.1950)[13][6]
- медали в том числе:
  - «За боевые заслуги» (03.11.1944)[14][6]
  - «За оборону Ленинграда» (1943)[15]
  - «За оборону Москвы» (24.09.1944)[16]
  - «За победу над Германией в Великой Отечественной войне 1941—1945 гг.» (1945)[5]
  - «За победу над Японией» (1945)[5]
  - «За взятие Кёнигсберга» (1945)[5]
  - «За взятие Берлина» (1945)[5]
  - «Ветеран Вооружённых Сил СССР» (1945)[5]
- знак «50 лет пребывания в КПСС» (1982)